# EXID
EXID (hangul: 이엑스아이디) är en sydkoreansk tjejgrupp bildad 2012 av AB Entertainment.
Gruppen består av de fem medlemmarna Solji, LE, Hani, Hyelin och Jeonghwa.

## Karriär
Gruppen skapades av AB Entertainment och bestod först av sex medlemmar. I februari 2012 släpptes deras debutsingel "Holla". Den 16 februari gjorde de sitt debutframträdande med låten på M! Countdown. I april, två månader efter att gruppen debuterade, lämnade tre av medlemmarna den. Två nya personer gick med och de avslöjades i slutet av juli. Efter pausen fortsatte därmed gruppen med fem medlemmar istället för sex. Den 15 augusti släppte de sin debut-EP Hippity Hop. Skivan nådde trettonde plats på Gaon Chart. De släppte sedan sin andra singel "Every Night" den 2 oktober. Den tillhörande musikvideon till låten hade fler än 2,5 miljoner visningar på Youtube i mars 2013. Den 7 februari 2013 släppte de sin tredje singel "Up & Down" som används på soundtracket till TV-serien Incarnation of Money på SBS.

## Medlemmar
| Artistnamn   | Artistnamn | Födelsenamn    | Födelsenamn | Födelsedatum     | Medlemstid |
| Romanisering | Hangul     | Romanisering   | Hangul      | Födelsedatum     | Medlemstid |
| Nuvarande    | Nuvarande  | Nuvarande      | Nuvarande   | Nuvarande        | Nuvarande  |
| ------------ | ---------- | -------------- | ----------- | ---------------- | ---------- |
| Solji        | 솔지       | Heo Sol-ji     | 허솔지      | 10 januari 1989  | 2012-idag  |
| LE           | 엘리       | Ahn Hyo-jin    | 안효진      | 10 december 1991 | 2012-idag  |
| Hani         | 하니       | Ahn Hee-yeon   | 안희연      | 1 maj 1992       | 2012-idag  |
| Hyelin       | 혜린       | Seo Hye-lin    | 서혜린      | 23 augusti 1993  | 2012-idag  |
| Jeonghwa     | 정화       | Park Jeong-hwa | 박정화      | 8 maj 1995       | 2012-idag  |
| Tidigare     |            |                |             |                  |            |
| Dami         | 다미       | Kang Hye-yeon  | 강혜연      | 8 december 1990  | 2012       |
| Yuji         | 유지       | Jeong Yu-ji    | 정유지      | 2 januari 1991   | 2012       |
| Haeryeong    | 해령       | Na Hae-ryeong  | 나해령      | 11 november 1994 | 2012       |

## Diskografi

### Album
| Albuminformation                                 | Topplacering          |
| Albuminformation                                 | Sydkorea (Gaon Chart) |
| ------------------------------------------------ | --------------------- |
| Hippity Hop (EP-skiva) - Släppt: 13 augusti 2012 | 13                    |
| Ah Yeah (EP-skiva) - Släppt: 13 april 2015       | 5                     |
| Street (Studioalbum) - Släppt: 1 juni 2016       | 2                     |
| Eclipse (EP-skiva) - Släppt: 10 april 2017       | 5                     |
| Full Moon (EP-skiva) - Släppt: 7 november 2017   | 7                     |
| Lady (EP-skiva) - Släppt: 2 april 2018           | 4                     |

### Singlar
| År   | Titel                   | Topplacering          |
| År   | Titel                   | Sydkorea (Gaon Chart) |
| ---- | ----------------------- | --------------------- |
| 2012 | "Whoz That Girl"        | 36                    |
| 2012 | "I Feel Good"           | 56                    |
| 2012 | "Every Night"           | 43                    |
| 2014 | "Up & Down"             | 1                     |
| 2015 | "Ah Yeah"               | 2                     |
| 2015 | "Hot Pink"              | 4                     |
| 2016 | "L.I.E"                 | 7                     |
| 2017 | "Night Rather than Day" | 9                     |
| 2017 | "DDD"                   | 9                     |
| 2018 | "Dreamer"               | –                     |
| 2018 | "Don’t Want A Drive"    |                       |
| 2018 | "Lady"                  | 32                    |